# Friedrich Hasenöhrl
Friedrich « Fritz » Hasenöhrl (30 novembre 1874 à Vienne - 7 octobre 1915 à Folgaria) est un physicien autrichien.

## Biographie
Il naît le 30 novembre 1874 à Vienne. Son père est avocat, sa mère vient d'une famille aristocrate.
Après avoir préparé son baccalauréat à l'Académie de la reine Thérèse, il étudie les sciences à l'université de Vienne, avec comme professeurs notables Joseph Stefan et Ludwig Boltzmann. C'est lui qui transmet l'enseignement de ce dernier à Erwin Schrödinger.

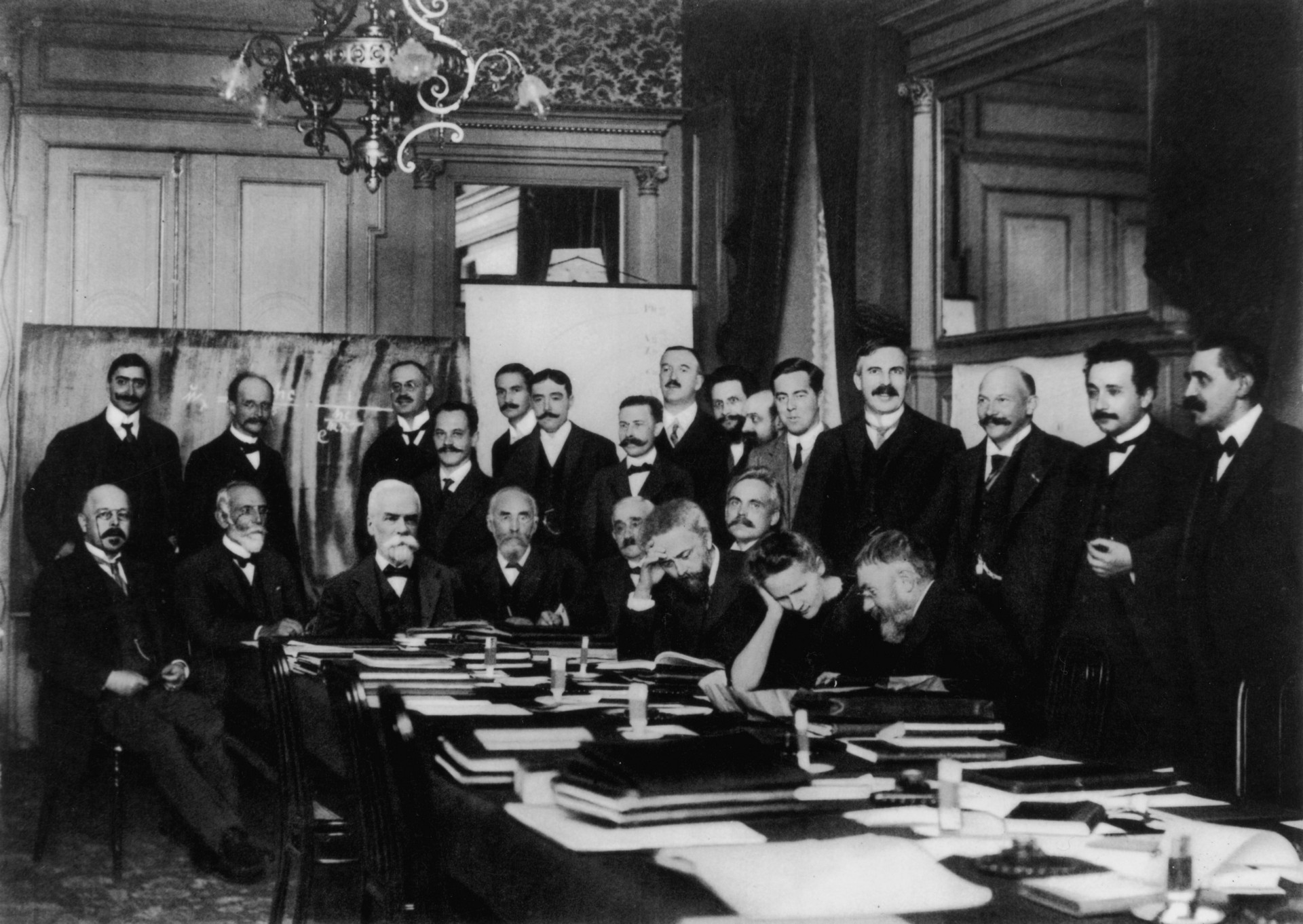
Les participants du congrès Solvay de 1911.

En 1911, il participe au premier congrès Solvay, qui accueille des physiciens de premier plan à l'époque (Walther Nernst, Marcel Brillouin, Hendrik Lorentz, Jean Baptiste Perrin, Wilhelm Wien, Marie Curie, Henri Poincaré, Max Planck, etc.).
Hasenöhrl s'engagea volontairement dans l'armée austro-hongroise pendant la Première Guerre mondiale, et combattit sur le front du Tyrol. Blessé à l'épaule (ce qui lui valut la croix du mérite militaire de 3e classe), il retourna sur le front après avoir été soigné. Lieutenant de la Réserve du 14e régiment d'infanterie autrichien, il est mortellement touché à la tête par un éclat de grenade, lors d'un assaut le 7 octobre 1915 à Folgaria, au sud de Trente. Sa mort prématurée (il n'avait que 41 ans) provoqua l'émoi dans les milieux cultivés, car il représentait l'un des espoirs de la physique théorique en Autriche-Hongrie. L'empereur adressa un télégramme personnel de condoléances à sa veuve. Ses restes reposent au cimetière d'Altmünster à Gmunden.

### Travail sur l'équivalence masse-énergie
En 1904 et 1905, Friedrich Hasenöhrl calcule la pression de radiation dans une cavité fermée. Dans son premier article, il obtint une équation que nous pouvons réécrire {\displaystyle m={\frac {8}{3}}{\frac {E}{c^{2}}}}.
En 1905 dans un nouvel article, il corrige et écrit {\displaystyle m={\frac {4}{3}}{\frac {E}{c^{2}}}}. Ainsi, il indique que pour un système renfermant une énergie E, une inertie proportionnelle à E doit être ajoutée au système.
En 1914, le mathématicien Ebenezer Cunningham trouva l'erreur d'Hasenöhrl (il avait négligé l'influence de la paroi) et montra que la démarche d'Hasenöhrl menait à l'équation E=mc2. On peut donc obtenir la relation uniquement en employant les équations de Maxwell (ce résultat est raisonnable, car ces équations se formulent le plus naturellement dans le cadre de la relativité restreinte).
Plus tard, Philipp Lenard présenta l'équation sous le nom de « principe d'Hasenöhrl », pour en faire une création aryenne.
Rétrospectivement, Friedrich Hasenöhrl n'a pas découvert l'équivalence masse-énergie en général, mais seulement établi un lien dans un cas particulier. La relativité restreinte ne peut donc pas lui être attribuée, mais vient unifier ses travaux avec d'autres découvertes majeures de l'époque.

## Note et référence
1. ↑  (de) Thomas Maisel, « 650 plus – Geschichte der Universität Wien : Fritz Hasenöhrl, Univ.-Prof. Dr. phil. », sur université de Vienne
2. ↑  « Une physique aryenne », dans Philipp Lenard et la physique aryenne, par Christian Schlatter, EPFL